# Aeroportul Internațional Toncontín
Aeroportul Internațional Toncontín (IATA: TGU, ICAO: MHTG) este un aeroport din Distrito Central⁠(d), Francisco Morazán, Honduras ce deservește zona Tegucigalpa. Aeroportul a fost tranzitat în 2021 de 337.493 de pasageri.
Situat la o altitudine de 1.004 m, aeroportul dispune de 1 pistă.

## Infrastructură

### Piste
Aeroportul dispune de o singură pistă. Pista 02/20 are suprafața de asfalt și dimensiunile 2.163 m × 45 m. 